# Pygommatius imaginus
Pygommatius imaginus là một loài ruồi trong họ Asilidae. Pygommatius imaginus được Scarbrough & Marascia miêu tả năm 2003.